# Хігуанко
Хігуанко (Turdus chiguanco) — вид горобцеподібних птахів родини дроздових (Turdidae). Мешкає в Андах.

## Опис

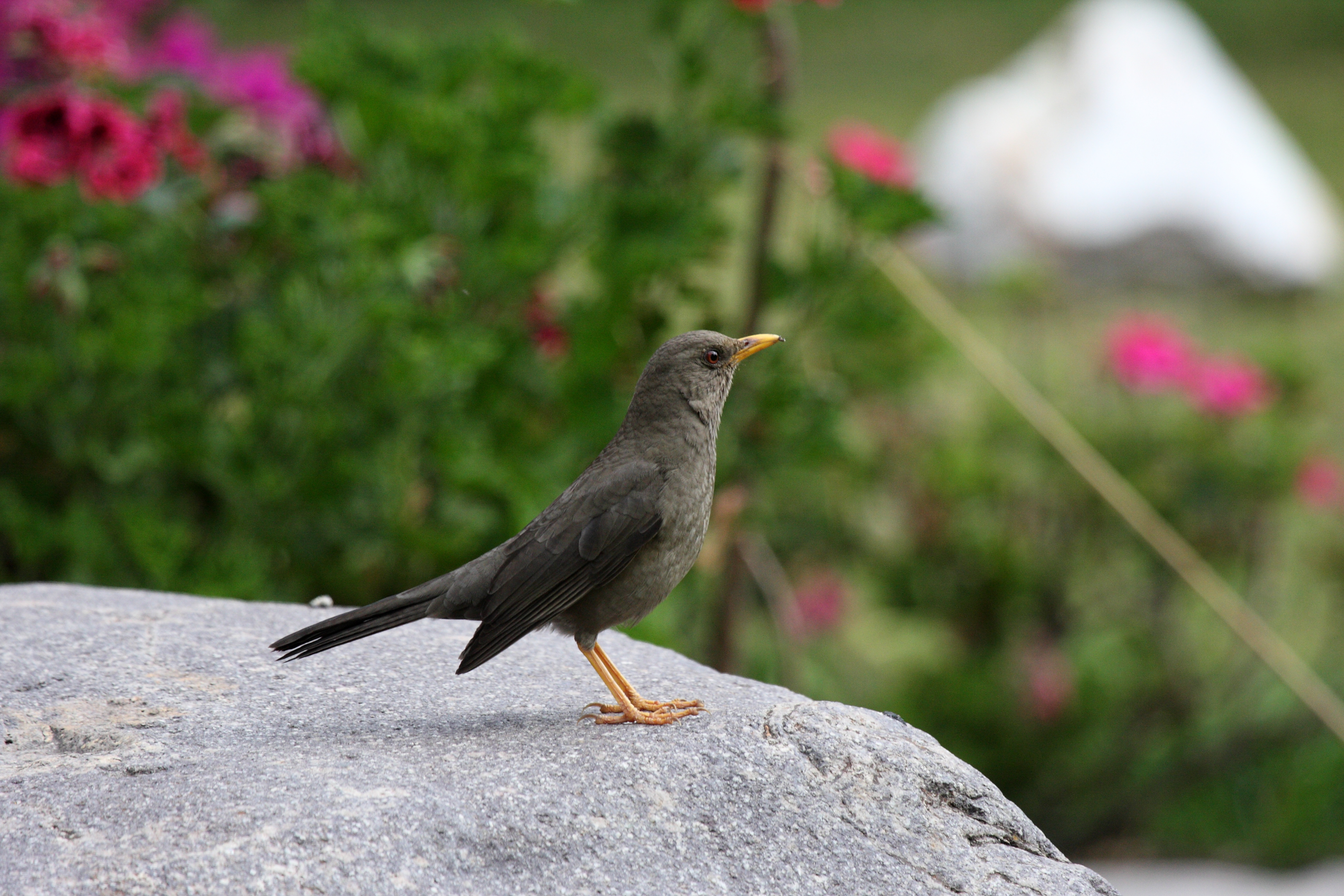
Хігуанко (Перу)

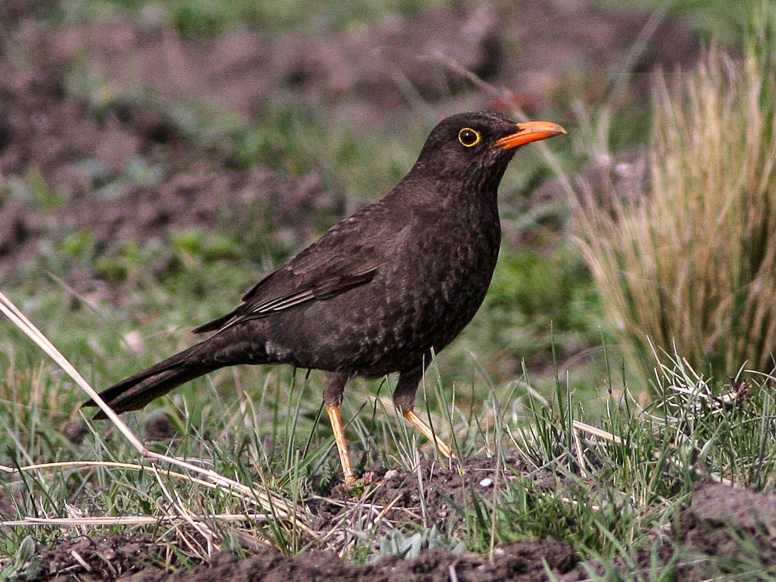
Хігуанко (підвид T. c. anthracinus, Тукуман, Аргентина)

Довжина птаха становить 27-28 см, ваго 107 г. Забарвлення верхньої частини тіла варіюється від  рівномірно оливково-сірого до коричневого, нижня частина тіла дещо світліша. Дзьоб і лапи жовті. Колір очей варіюється від жовтого до темно-червоного. У самців підвиду T. c. anthracinus навколо очей є вузькі жовті кільця.

## Підвиди
Виділяють три підвиди:
- T. c. chiguanco d'Orbigny & Lafresnaye, 1837 —  узбережжя південно-східного Перу, західна Болівія і крайня північ Чилі;
- T. c. conradi Salvadori & Festa, 1899 — Анди в Еквадорі, північному і центральному Перу;
- T. c. anthracinus Burmeister, 1858 — південна Болівія, північний схід Чилі і захід Аргентини (на південь до Неукена).

Деякі дослідники виділяють підвид T. c. anthracinus  у окремий вид Turdus anthracinus.

## Поширення і екологія
Хігуанко мешкають в Еквадорі, Перу, Болівії, Чилі і Аргентині. Вони живуть у високогірних чагарникових заростях Анд та на високогірних луках пуни, зокрема в регіоні Альтіплано, на полях, пасовищах і плантаціях, в парках і садах. Зустрічаються поодинці або парами, на висоті від 1500 до 4000 м над рівнем моря. Живляться безхребетними і плодами. Гніздо чашоподібне, робиться з рослинних волокон, встелюється пухом і пір'ям, розміщується в чагарниках, на невисокому дереві або на виступі серед скель. В кладці 2-3 зеленувато-блакитних яйця, поцяткованих коричневими або сірими плямками. Інкубаційний період триває 11-12 днів, насиджує лише самиця, за пташенятами доглядають і самиці, і самці.